# Quéménéven
Quéménéven (bret. Kemeneven) – miejscowość i gmina we Francji, w regionie Bretania, w departamencie Finistère.
Według danych na rok 1990 gminę zamieszkiwało 1151 osób, a gęstość zaludnienia wynosiła 41 osób/km² (wśród 1269 gmin Bretanii Quéménéven plasuje się na 521. miejscu pod względem liczby ludności, natomiast pod względem powierzchni na miejscu 313.).